# Eddie (singolo)
Eddie è un singolo del gruppo musicale statunitense Red Hot Chili Peppers, pubblicato il 23 settembre 2022 come secondo estratto dal tredicesimo album in studio Return of the Dream Canteen.

## Descrizione
Come dichiarato dal frontman Anthony Kiedis, il brano è dedicato alla memoria di Eddie van Halen ed è stato composto il giorno dopo la sua morte, avvenuta il 6 ottobre 2020, su idea del bassista Flea:
Il brano ha debuttato dal vivo in occasione di un'esibizione del gruppo tenutasi all'Austin City Limits Music Festival il 9 ottobre 2022.

## Tracce
Testi e musiche di Anthony Kiedis, Flea, John Frusciante e Chad Smith.
1. Eddie – 5:41

## Formazione
Hanno partecipato alle registrazioni, secondo le note di copertina di Return of the Dream Canteen:
Gruppo
- Anthony Kiedis – voce
- John Frusciante – chitarra
- Flea – basso
- Chad Smith – batteria

Produzione
- Rick Rubin – produzione
- Ryan Hewitt – registrazione a Shangri-La, missaggio all'EastWest Studio
- Bernie Grundman – mastering (LP)
- Vlado Meller – mastering (CD, download digitale)
- Jermey Lubsey – assistenza al mastering (CD, download digitale)
- Bo Bodnar – ingegneria del suono
- Phillip Broussard Jr. – ingegneria del suono
- Jason Lader – ingegneria del suono
- Ethan Mates – ingegneria del suono
- Dylan Neustadter – ingegneria del suono
- Jonathan Pfarr – assistenza all'ingegneria
- Chaz Sexton – assistenza all'ingegneria
- Chris Warren – tecnico gruppo
- Henry Trejo – tecnico gruppo
- Sami Bañuelos – assistenza gruppo
- Lawrence Malchose – assistenza tecnica
- Charlie Bolois – assistenza tecnica